# 5. Division (Deutsches Kaiserreich)
Die 5. Division, für die Dauer des mobilen Verhältnisses auch als 5. Infanterie-Division bezeichnet, war ein Großverband der Preußischen Armee.

## Gliederung
Die Division war Teil des III. Armee-Korps. Ihr unterstanden:

### Friedensgliederung 1914
- 9. Infanterie-Brigade in Frankfurt (Oder)
  - Leib-Grenadier-Regiment „König Friedrich Wilhelm III.“ (1. Brandenburgisches) Nr. 8 in Frankfurt (Oder)
  - Infanterie-Regiment „von Stülpnagel“ (5. Brandenburgisches) Nr. 48 in Küstrin
- 10. Infanterie-Brigade in Frankfurt (Oder)
  - Grenadier-Regiment „Prinz Carl von Preußen“ (2. Brandenburgisches) Nr. 12 in Frankfurt (Oder)
  - Infanterie-Regiment „von Alvensleben“ (6. Brandenburgisches) Nr. 52 in Cottbus und Crossen (I. Bataillon)
- 5. Kavallerie-Brigade in Frankfurt (Oder)
  - 1. Brandenburgisches Dragoner-Regiment Nr. 2 in Schwedt
  - Ulanen-Regiment „Kaiser Alexander II. von Rußland“ (1. Brandenburgisches) Nr. 3 in Fürstenwalde
- 5. Feldartillerie-Brigade in Frankfurt (Oder)
  - Feldartillerie-Regiment „General-Feldzeugmeister“ (2. Brandenburgisches) Nr. 18 in Frankfurt (Oder)
  - Neumärkisches Feldartillerie-Regiment Nr. 54 in Küstrin und Landsberg an der Warthe (II. Abteilung)

### Kriegsgliederung bei Mobilmachung 1914
- 9. Infanterie-Brigade
  - Leib-Grenadier-Regiment „König Friedrich Wilhelm III.“ (1. Brandenburgisches) Nr. 8
  - Infanterie-Regiment „von Stülpnagel“ (5. Brandenburgisches) Nr. 48
- 10. Infanterie-Brigade
  - Grenadier-Regiment „Prinz Carl von Preußen“ (2. Brandenburgisches) Nr. 12
  - Infanterie-Regiment „von Alvensleben“ (6. Brandenburgisches) Nr. 52
  - Brandenburgisches Jäger-Bataillon Nr. 3
- 3. Eskadron/Husaren-Regiment „von Zieten“ (Brandenburgisches) Nr. 3
- 5. Feldartillerie-Brigade
  - Feldartillerie-Regiment „General-Feldzeugmeister“ (2. Brandenburgisches) Nr. 18
  - Neumärkisches Feldartillerie-Regiment Nr. 54
- 1. Kompanie/Pionier-Bataillon „von Rauch“ (1. Brandenburgisches) Nr. 3

### Kriegsgliederung vom 26. Mai 1918
- 10. Infanterie-Brigade
  - Leib-Grenadier-Regiment „König Friedrich Wilhelm III.“ (1. Brandenburgisches) Nr. 8
  - Grenadier-Regiment „Prinz Carl von Preußen“ (2. Brandenburgisches) Nr. 12
  - Infanterie-Regiment „von Alvensleben“ (6. Brandenburgisches) Nr. 52
  - MG-Scharfschützen-Abteilung Nr. 13
  - 3. Eskadron/Husaren-Regiment „von Zieten“ (Brandenburgisches) Nr. 3
- Artillerie-Kommandeur Nr. 142
  - Feldartillerie-Regiment „General-Feldzeugmeister“ (2. Brandenburgisches) Nr. 18
  - Fußartillerie-Bataillon Nr. 67
- Pionier-Bataillon Nr. 116
- Divisions-Nachrichten-Kommandeur Nr. 5

## Geschichte
Der Großverband ging aus der im März 1816 in Crossen gebildeten Truppen-Brigade hervor und wurde am 5. September 1818 zur 5. Division erweitert. Das Kommando stand zunächst bis 1840 in Frankfurt (Oder), dann in Berlin und ab 1845 wieder in Frankfurt (Oder). Nach Ende des Ersten Weltkriegs wurde die Division dort demobilisiert und 1919 schließlich aufgelöst.

### Erster Weltkrieg
Mit Beginn des Ersten Weltkriegs im August 1914 machte die Division mobil und wurde im Verband des III. Armee-Korps an der Westfront eingesetzt. Sie marschierte unter Führung des Generalleutnant Georg Wichura durch das neutrale Belgien in Nordfrankreich ein. Am 18. August 1914 kam es bei Tirlemont zu ersten Kämpfen, denen am 22. und 23. August die Schlachten bei Mons und am 26. August die bei Le Cateau folgten. Nach der Schlacht an der Marne deckte die Division den Rückzug des II. Armee-Korps vom linken auf das rechte Aisneufer. Mitte September ging die Division nach schweren Kämpfen in der Schlacht an der Aisne in den Stellungskrieg über. 
Im Januar 1915 kämpfte die Division in der Schlacht von Soissons, die sich aus einem Durchbruchsversuch der Franzosen entwickelt hatte. Im Spätsommer 1915, bereits zum Abtransport an die Ostfront vorgesehen, wurde die Verladung gestoppt und die Division ab 24. September als nächstverfügbare Reserve in die Herbstschlacht in der Champagne geworfen. Nach Beendigung der dortigen Kämpfe Anfang November verblieb die Division bis Anfang Dezember 1915 in der Champagne und trat dann in den Bereich der 5. Armee, die vor Verdun lag, über. 
Während der am 21. Februar 1916 beginnenden Schlacht um Verdun stürmte die Division innerhalb weniger Tage Bois de Ville, den Walvrille-Wald, die Louvremont-Stellung sowie den Pfefferrücken und kämpfte schließlich um das stark befestigte Dorf Douaumont, das am 2. März kurzfristig eingenommen werden konnte. Daran schlossen sich erbitterte Kämpfe im Caillette-Wald und um das Dorf und Fort Vaux an. Nach schweren Verlusten wurde die Division zur Erholung und Auffrischung aus der Front gezogen. Sie kam zu Beginn der Schlacht an der Somme wieder zum Einsatz und verteidigte den Abschnitt Longueval-Wald von Delville. Am 7. September 1916 übernahm General Hasso von Wedel die Division, die zu diesem Zeitpunkt wieder in der Champagne lag. 
Nach den folgenden Stellungskämpfen kam sie anschließend Mitte April 1917 bei der 1. Armee in der Doppelschlacht Aisne-Champagne zum Einsatz. Anfang Juli 1917 verlegte die Division an die Ostfront und wurde während der Kerenski-Offensive am Sereth eingesetzt. Im September 1917 kam die Einheit an die Italienfront. In der 12. Isonzoschlacht und nach den Durchbruch bei Tolmein gelang am 27. Oktober die Erstürmung des Monte Hum, des Monte Spinh sowie das Castel del Monte. Nach der Schlacht bei Udine blieb die Division im Vormarsch und überschritt den Tagliamento. Kurzzeitig zur Erholung aus der Front gezogen, war sie Armeereserve und trat dann wieder in die venezischen Gebirgskämpfe ein.
Mitte Dezember 1917 erfolgte der Rücktransport an die Westfront, wo sich die Division bei der 18. Armee an der Michael-Offensive beteiligte. Am 21. März 1918 überschritt die beim III. Armee-Korps eingesetzte Division, den Kanal zwischen St.-Christ und Tergnier und stieß bis Ende März auf die Linie Montdidier-Noyon vor. Es folgten Verfolgungskämpfe zwischen Oise und Aisne. Im Verband des Generalkommando 54 an der Dritten Aisneschlacht beteiligt, gelang am 27. Mai die Erstürmung der westlichen Höhen des Chemin-des-Dames. Nach dem weiteren Vormarsch zur Marne, folgte nach der am 18. Juli einsetzenden französischen Gegenoffensive, der Rückzug auf die Vesle. Rückzugskämpfe über die Aisne auf die alte Siegfriedlinie, bis November 1918 erfolgte der Rückzug auf die Maas-Stellung.

#### Gefechtskalender

##### 1914
- 18. bis 19. August – Schlacht an der Gette
- 23. bis 24. August – Schlacht bei Mons
- 25. bis 27. August – Schlacht bei Solesmes und Le Cateau
- 28. bis 30. August – Kämpfe an der Somme
- 01. September – Gefecht bei Villers-Cotterêts
- 04. September – Gefechte bei Vieils-Maisons-Montmirail
- 05. bis 9. September – Schlacht am Ourcq
- 10. September – Nachhutgefechte bei Neuilly-St. Front
- ab 12. September – Kämpfe an der Aisne

##### 1915
- bis 1. Juli 1915 – Kämpfe an der Aisne
  - 08. bis 14. Januar – Schlacht bei Soissons
  - 09. Mai bis 23. Juli – Schlacht bei La Bassée und Arras
- 24. Juli bis 22. September – Stellungskämpfe in Flandern und Artois
- 24. September bis 3. November – Herbstschlacht in der Champagne
- 04. November bis 10. Dezember – Stellungskämpfe in der Champagne
- ab 30. November – Kämpfe an der Aisne

##### 1916
- bis 2. Februar – Kämpfe an der Aisne
- 21. Februar bis 31. Mai – Schlacht bei Verdun
  - 21. bis 22. Februar – Erstürmung des Bois-de-Ville
  - 23. Februar – Erstürmung des Wavrille-Waldes
  - 25. bis 26. Februar – Erstürmung der Louvémont-Stellung und des Pfefferrückens
  - 25. Februar bis 2. März – Kämpfe um Dorf Douaumont
  - 03. bis 20. März – Stellungskämpfe vor Verdun
  - 12. bis 15. März – Kämpfe im Caillette-Wald
  - 22. bis 25. Mai – Kämpfe um Fort Douaumont
- 01. Juni bis 18. Juli – Reserve der OHL
- 19. Juli bis 4. August – Schlacht an der Somme
- 14. August bis 27. Oktober – Stellungskämpfe in der Champagne
- 27. Oktober bis 16. Dezember – Stellungskämpfe vor Verdun
- ab 16. Dezember – Reserve der OHL

##### 1917
- bis 7. Februar – Reserve der OHL
- 18. Februar bis 17. April – Stellungskampf im Oberelsass
- 18. April bis 4. Mai – Doppelschlacht Aisne-Champagne
- 05. Mai bis 5. Juli – Reserve der OHL
- 07. bis 18. Juli – Stellungskämpfe östlich Zloczow
- 19. bis 28. Juli – Durchbruchsschlacht in Ostgalizien
  - 19. Juli – Erstürmung der Mackowa-Gora
  - 20. Juli – Verfolgungskämpfe bis zur Bahn Jezierna-Tarnopol
  - 21. Juli – Durchbruchskämpfe an der Straße Jezierna-Tarnopol
  - 22. Juli – Vorstoß an den Sereth
  - 23. Juli – Erzwingung des Überganges über den Sereth
  - 24. Juli – Waldkämpfe im Wielki-Las
  - 25. Juli – Gniezna-Übergang
- 29. Juli bis 20. September – Stellungskämpfe am Sereth
- 20. September bis 15. Oktober – Aufmarsch hinter der Isonzo-Front
- 03. bis 23. Oktober – Stellungskämpfe am Isonzo
- 24. bis 27. Oktober – Durchbruch durch die Julischen Alpen
  - 26. Oktober – Erstürmung des Monte Hum
  - 27. Oktober – Erstürmung des Monte San Giovanni, Monte Spighi und Castel del Monte
- 28. Oktober bis 3. November – Schlacht bei Udine
  - 29. Oktober bis 1. November – Vorstoß gegen den unteren Tagliamento
- 04. bis 11. November – Verfolgung vom Tagliamento bis zur Piave
- 12. November bis 18. Dezember – Gebirgskämpfe in den Venezianischen Alpen
- ab 18. Dezember – Stellungskämpfe in der Champagne

##### 1918
- bis 4. März – Stellungskämpfe in der Champagne
- 05. bis 20. März – Ruhezeit hinter der 18. Armee
- 21. März bis 6. April – Große Schlacht in Frankreich
- 07. April bis 27. Mai – Kämpfe an der Avre und bei Montdidier-Noyon
- 27. Mai bis 13. Juni – Schlacht bei Soissons und Reims
  - 27. Mai – Erstürmung der Höhen des Chemin des Dames
  - 28. Mai bis 1. Juni – Verfolgungskämpfe zwischen Oise und Aisne und über die Vesle bis zur Marne
  - 30. Mai bis 13. Juni – Angriffskämpfe westlich und südwestlich von Soissons
- 14. Juni bis 4. Juli – Stellungskämpfe zwischen Oise, Aisne und Marne
- 18. bis 25. Juli – Abwehrschlacht zwischen Soissons und Reims
- 26. Juli bis 3. August – Bewegliche Abwehrschlacht zwischen Marne und Vesle
- 04. August bis 3. September – Stellungskämpfe an der Vesle
- 03. bis 27. September – Kämpfe vor und in der Siegfriedstellung
- 10. bis 12. Oktober – Kämpfe vor der Hunding- und Brunhildfront
- 13. Oktober bis 4. November – Kämpfe in der Hundingstellung
- 05. bis 11. November – Rückzugskämpfe vor der Antwerpen-Maas-Stellung
- ab 12. November – Räumung des besetzten Gebietes und Rückmarsch in die Heimat

## Kommandeure

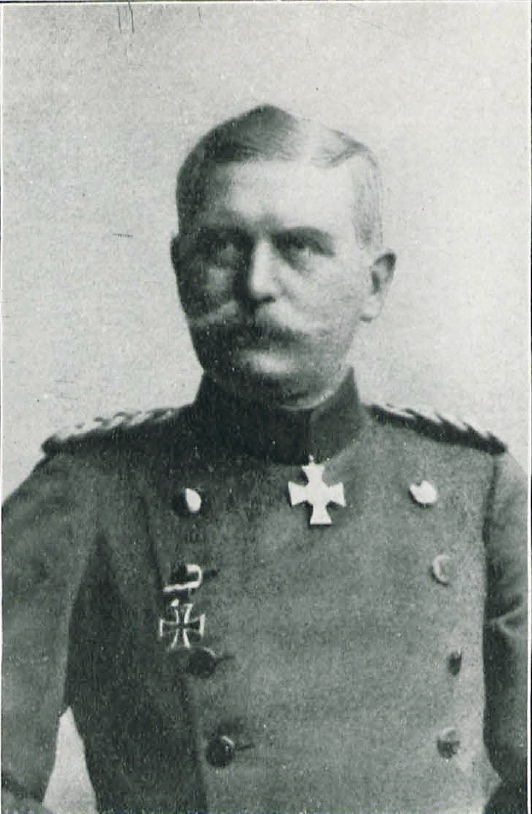
Generalleutnant Otto von Dulitz, Divisionskommandeur 1901/06.

| Dienstgrad                   | Name                              | Datum                                                        |
| ---------------------------- | --------------------------------- | ------------------------------------------------------------ |
| Generalmajor                 | Friedrich August von Brause       | 05. September 1818 bis 17. Juni 1825                         |
| Generalmajor                 | Konstantin von Zepelin            | 18. Juni 1825 bis 17. März 1835                              |
| Generalmajor                 | Georg zu Hessen-Cassel            | 18. März 1835 bis 8. Mai 1840                                |
| Generalmajor                 | Albrecht von Preußen              | 09. Mai 1840 bis 3. Oktober 1844                             |
| Generalmajor                 | Wilhelm von Pochhammer            | 04. Oktober 1844 bis 14. März 1848                           |
| Generalmajor                 | Ludwig Roth von Schreckenstein    | 15. März bis 12. April 1848                                  |
| Generalmajor                 | Heinrich von Holleben             | 13. April bis 3. November 1848                               |
| Generalleutnant              | Karl von Canitz und Dallwitz      | 20. November 1849 bis 25. April 1850                         |
| Generalleutnant              | Philipp von Wussow                | 02. Mai 1850 bis 6. Mai 1857                                 |
| Generalmajor                 | Karl August von Brandenstein      | 07. Mai 1857 bis 2. Juli 1858                                |
| Generalleutnant              | Eduard Vogel von Falckenstein     | 03. Juli 1858 bis 28. Januar 1863                            |
| Generalleutnant              | Wilhelm von Tümpling              | 29. Januar 1863 bis 29. Oktober 1866                         |
| Generalmajor/Generalleutnant | Wilhelm von Kamienski             | 30. Oktober 1866 bis 11. Mai 1867                            |
| Generalleutnant              | Ferdinand von Stülpnagel          | 16. Juli 1867 bis 17. Oktober 1871                           |
| Generalleutnant              | Georg von der Groeben             | 13. Januar bis 18. November 1872                             |
| Generalleutnant              | Bernhard von Kessel               | 13. September bis 22. November 1872 (in Vertretung)          |
| Generalleutnant              | Bernhard von Kessel               | 23. November 1872 bis 12. Mai 1879                           |
| Generalmajor/Generalleutnant | Walter von Loë                    | 13. Mai 1879 bis 11. Januar 1884                             |
| Generalleutnant              | Barthold von Ditfurth             | 12. Januar 1884 bis 11. Juli 1888                            |
| Generalmajor                 | Hermann von Blomberg              | 12. Juli bis 18. September 1888 (mit der Führung beauftragt) |
| Generalleutnant              | Hermann von Blomberg              | 19. September 1888 bis 19. Oktober 1891                      |
| Generalleutnant              | Maximilian Vogel von Falckenstein | 20. Oktober 1891 bis 1. Januar 1896                          |
| Generalleutnant              | Colmar von der Goltz              | 02. Januar 1896 bis 14. Juni 1898                            |
| Generalleutnant              | Oldwig von Natzmer                | 15. Juni bis 3. September 1898                               |
| Generalleutnant              | Ernst Köpke                       | 25. Juli bis 9. September 1898 (in Vertretung kommandiert)   |
| Generalleutnant              | Ernst Köpke                       | 10. September 1898 bis 7. Juni 1901                          |
| Generalmajor                 | Otto von Dulitz                   | 08. Juni bis 15. Juni 1901 (mit der Führung beauftragt)      |
| Generalleutnant              | Otto von Dulitz                   | 16. Juni 1901 bis 9. April 1906                              |
| Generalleutnant              | Limbrecht von Schlieffen          | 10. April 1906 bis 21. März 1910                             |
| Generalmajor                 | Gustav Schuch                     | 22. März bis 3. Juli 1910                                    |
| Generalmajor                 | Richard von Süßkind-Schwendi      | 04. Juli bis 9. September 1910 (mit der Führung beauftragt)  |
| Generalleutnant              | Richard von Süßkind-Schwendi      | 10. September 1910 bis 30. September 1912                    |
| Generalleutnant              | Georg Wichura                     | 01. Oktober 1912 bis 5. Mai 1915                             |
| Generalmajor                 | Arthur von Gabain                 | 06. Mai bis 2. Juli 1915 (in Vertretung)                     |
| Generalleutnant              | Georg Wichura                     | 03. Juli 1915 bis 6. September 1916                          |
| Generalleutnant              | Hasso von Wedel                   | 07. September 1916 bis 4. Juli 1918                          |
| Generalleutnant              | Georg Johow                       | 05. Juli 1918 bis 20. Januar 1919                            |